# Himantura kittipongi
Himantura kittipongi är en rockeart som beskrevs av Chavalit Vidthayanon och Roberts 2005. Himantura kittipongi ingår i släktet Himantura och familjen spjutrockor. IUCN kategoriserar arten globalt som starkt hotad. Inga underarter finns listade i Catalogue of Life.